# Parco nazionale del Faro
Il parco nazionale del Faro è un parco nazionale situato nella Regione del Nord del Camerun.

## Storia
Il parco nazionale del Faro venne istituito inizialmente, nel 1947, come santuario della fauna selvatica, e fu promosso a parco nazionale nel 1980.

## Geografia
Il parco nazionale, che si estende per 3300 km², è situato a breve distanza dal confine con la Nigeria. Sul lato orientale è circondato da alcune riserve di caccia. Il parco è costituito soprattutto da savana sudanese, ad un'altitudine compresa tra i 250 e i 500 metri sul livello del mare. Le montagne che si trovano entro i confini del parco raggiungono altezze comprese tra i 700 e i 1010 m. Il parco è delimitato da due fiumi ricchi di acqua durante tutto l'anno. A nord-est si trova l'omonimo fiume Faro, mentre a ovest scorre il Déo, che si unisce al Faro nella parte settentrionale del parco.

## Biodiversità

### Flora
L'arida savana sudanese caratterizza la flora del parco. Il settore meridionale del parco è dominato da alberi di Isoberlinia. Quello settentrionale è caratterizzato da un'aperta distesa erbosa con alberi sparsi o riuniti in gruppetti. Lungo il Faro vi sono foreste ripariali semi-sempreverdi.

### Fauna
Nel corso di un breve sopralluogo gli studiosi della BirdLife International hanno riscontrato la presenza di almeno 243 specie di uccelli, ma si presume che nel parco ve ne siano più di 300. Tra queste ricordiamo il turaco crestabianca (Tauraco leucolophus), la ghiandaia marina panciablu (Coracias cyanogaster), il barbetto barbuto (Pogonornis dubius), lo zigolo groppabruna (Fringillaria affinis), il pendolino giallo (Anthoscopus parvulus), la cisticola di Dorst (Cisticola guinea) e il prinide alirosse (Drymocichla incana).
Nel parco viveva, fino a pochi anni fa, il rinoceronte nero. Tra gli altri mammiferi ancora presenti figurano il leone, l'elefante africano, il bufalo, il facocero, la giraffa, il cobo, l'oribi, il kob, l'eland gigante, il damalisco comune, l'antilope roana e l'alcelafo. Tra i primati figura il babbuino verde.